# Ultratop 50 Singles (Walonia)
Ultratop 50 Singles (dawniej Ultratop 40 Singles) – cotygodniowa lista przebojów z zestawieniem pięćdziesięciu singli, które mają najwyższy wskaźnik sprzedaży w Walonii w Belgii. Odpowiednikiem dla Regionu Flamandzkiego również jest Ultratop 50 Singles. Obie listy są sporządzane i publikowane przez organizację Ultratop. Ultratop tworzy rankingi bazujące na sprzedaży w około 500 wybranych sklepach sieci detalicznej oraz legalnych digital download. Pierwsza lista została opublikowana 8 kwietnia 1995.
Lista jest publikowana w programie radiowym Radio Contact, w soboty od 12:00 do 14:00. W 10 rocznicę opublikowania pierwszej listy, w 2005 został wydany jubileuszowy album. Zostały w nim przedstawione 15282 single oraz 5882 artystów dotychczas prezentowanych na Ultratop 40 Singles. Od 4 września 2010 roku na liście znajduje się 50 utworów.